# Оссификация
Остеогене́з (оссификация, окостенение, развитие костей, формирование костей, образование костей, костеобразование) — процесс формирования костной ткани.
Различают несколько видов окостенения: на основе примитивной соединительной ткани — мезенхимы (эндесмальное окостенение), при помощи надхрящницы и надкостницы (перихондральное и периостальное окостенение, происходят друг за другом) и на основе хряща (эндохондральное окостенение).

## Закономерности окостенения
По В. С. Сперанскому (1998), отмечаются следующие закономерности оссификации:
- остеогенез начинается раньше в мезенхимальной, чем в хрящевой основе;
- окостенение скелета происходит в направлении сверху вниз;
- лицевой череп начинает оссифицироваться раньше мозгового;
- в конечностях окостенение протекает в дистальном направлении[2].

По М. Г. Привесу, процесс оссификации проходит следующим образом:
- окостеневают тела костей (диафизы и метафизы) — эндохондрально, перихондрально и периостально;
- окостеневают эпифизы костей — эндохондрально;
- окостеневают апофизы костей — эндохондрально;

- при этом у человека, как и у других млекопитающих, концы костей, участвующие в сочленениях, получают самостоятельные точки окостенения.

## Виды окостенения

### Эндесмальное окостенение
Эндесмальное окостенение (от «en» — «внутри», «desme» — «связка») происходит в так называемых первичных костях (образующихся напрямую из соединительной ткани), к которым относят кости лицевого черепа и свода черепа. Эндесмальная оссификация осуществляется из точек окостенения, образующихся в центре мезенхимальной закладки. Точки окостенения растут в глубину и поверхностно, формируют радиально направленные костные перекладины, соединяющиеся костными балками. Большинство покровных костей обладают несколькими точками окостенения, сливающимися в процессе оссификации. Неоссифицированный поверхностный слой мезенхимы формирует надкостницу.

### Эндохондральное окостенение
Эндохондральное окостенение («endo» — «внутри», «chondros» — «хрящ») происходит в так называемых вторичных костях, проходящих соединительнотканную, хрящевую и костную стадии. К ним относятся кости основания черепа, туловища и конечностей (кроме части ключицы). Такое окостенение происходит внутри хрящевых зачатков кости при участии надхрящницы, отдающей отростки, содержащие сосуды, внутрь хряща. Хрящ подвергается обызвествлению. Внутри него возникает точка окостенения. Хрящ разрушается, заменяясь костной тканью. Так образуется губчатое костное вещество.

### Перихондральное и периостальное окостенение
В ходе эмбриогенеза из мезенхимы формируется хрящевая модель, по форме соответствующая будущей кости. Хрящевая модель образуется гиалиновым хрящом, покрытым надхрящницей. Вслед за этим начинается перихондральное окостенение — на наружной поверхности хрящевых зачатков кости при участии надхрящницы (perichondrium), содержащей остеобласты. В области диафиза между надхрящницей и хрящом из мезенхимы формируется перихондральная грубоволокнистая костная манжетка. Надхрящница на этом этапе превращается в надкостницу (periosteum). Дальнейшее отложение костной ткани происходит за счёт надкостницы.

### Гетеротопическое окостенение
Гетеротопическая (синоним: эктопическая) оссификация — процесс формирования костной ткани в нетипичных местах (внескелетно). Часто с оссификацией путают кальцификацию (обызвествление). Остеогенез сопровождается кальцификацией, однако кальцификация в большинстве случаев причиной остеогенеза не является.

## Сроки оссификации скелета человека
| Временной период                     | Затрагиваемые кости                                                                        |
| ------------------------------------ | ------------------------------------------------------------------------------------------ |
| Третий месяц эмбрионального развития | Возникновение первичных точек окостенения, формирующих тела, или диафизы, трубчатых костей |
| Рождение — 5 лет                     | Появление вторичных точек окостенения в эпифизах                                           |
| 5—12 лет у женщин, 5—14 лет у мужчин | Стремительное протекание окостенения различных костей                                      |
| 17—20 лет                            | Кости верхних конечностей и лопатки полностью окостеневают                                 |
| 18—23 года                           | Кости нижних конечностей и таз полностью окостеневают                                      |
| 23—25 лет                            | Полностью окостеневают грудина, ключица и позвонки                                         |
| к 25 годам                           | Окончены практически все процессы окостенения                                              |